# Сергий (Коновалов)
Архиепи́скоп Се́ргий (в миру Серге́й Алексее́вич Конова́лов, фр. Serge Konovaloff; 8 июля 1941, Лёвен, Брабант — 22 января 2003, Париж) — архиерей Константинопольской православной церкви, архиепископ Евкарпийский (1993—2003), управляющий Западноевропейским экзархатом русских приходов (1993—2003).

## Биография
Родился 8 июля 1941 года в Лёвене (Бельгия). Отец — русский, а мать — голландка. Был старшим из троих детей. Впоследствии вспоминал: «Мы были воспитаны по-православному, но без особого благочестия. Меня же всегда привлекала церковная жизнь; мальчиком я прислуживал в алтаре, а позднее, учась в Лувене, я читал и пел на приходе». Был прихожанином лёвенского храма святых Георгия и Татьяны, где служил будущий архиепископ Георгий (Тарасов).
Окончил отделение германской филологии философского факультета Лёвенского университета (фр. Université Louvain Fakculté de Philosophie et Léttres, section Phil Germanique).
С 1964 года — профессор англо-французской филологии в Брюсселе. Стал преподавателем голландского, немецкого и английского языков, а также истории Древнего мира в колледже Сен-Жозеф в Брюсселе. Каждый год он организовывал собрания для молитвы и размышлений, в которых сам принимал активное участие. Как только политическое положение в России стало меняться к лучшему, он занялся организацией школьных путешествий. Со многими учениками он сохранял связь после окончания ими школы и всегда оставался для них хорошим советчиком. Пел в хоре Свято-Николо-Пантелеймоновской церкви в Брюсселе.
С 1967 года в браке с Лидией Петровной Черненко.
10 ноября 1968 года архиепископом Сиракузским Георгием (Тарасовым) рукоположён в сан диакона и определён в клир православного храма в Лёвене. Уменьшение количества русских учеников в университете и нехватка священников привели к закрытию лувенского прихода в 1975 году.
После закрытия церкви в Лувне он назначен на приход Святых Пантелеймона и Николая в Брюсселе.
9 ноября 1976 года возведён в сан протодиакона.
24 февраля 1980 года архиепископом Евдокиадским Георгием (Вагнером) рукоположён во священника и определён настоятелем Свято-Пантелеимоновского храма в Брюсселе.
С 1984 года одновременно был настоятелем Храма святой Троицы в Шарлеруа.
В течение многих лет являлся духовником в юношеских лагерях «Витязей» в Бельгии и во Франции.
После смерти жены в 1984 году на 48-м году жизни, был вынужден один воспитывать своих троих детей.
В 1985 году возведён в сан протоиерея.
4 июня 1990 года архиепископом Георгием (Вагнером) пострижен в мантию и вскоре возведён в сан архимандрита.
8 июня 1993 года избран главой Архиепископии русских православных приходов в Западной Европе (Константинопольского Патриархата).
27 июня 1993 года в Соборе Александра Невского в Париже рукоположён в сан епископа. Хиротонию возглавил митрополит Галльский Иеремия (Каллийоргис). В тот же день состоялась интронизация епископа Сергия и возведение его в сан архиепископа. Член Ассамблеи православных епископов Франции, член Совета православных церквей Франции.
В 1994 году становится по должности ректором Свято-Сергиевского православного богословского института в Париже, при этом реальное управление учебным процессом в институте осуществлял декан.
Принимал усилия для нормализации отношений с Русской православной церковью. В мае 1995 года в ходе паломничества архиепископа Сергия в Россию состоялось восстановление общения между Московским Патриаршим престолом и возглавляемой им Архиепископией русских приходов в Западной Европе, 7 мая архиепископ Сергий сослужил Патриарху Московскому и всея Руси Алексию II на литургии в Успенском соборе Московского Кремля. C одобрения архиепископа Сергия стал обсуждаться вопрос о возвращении Архиепископии русских приходов в Западной Европе в каноническое подчинение Московского Патриархата. Под председательством архиепископа Сергия несколько лет действовала рабочая группа, которая в сотрудничестве с представителями Московского Патриархата подготовила проект создания Западноевропейского митрополичьего округа, куда бы вошли приходы РПЦ, Западноевропейского Экзархата и РПЦЗ. Как написал в 2011 году Виктор Лупан: «Вл. Сергий лично печатал уставы на своём компьютере. После его кончины все это, конечно, попало в руки нынешней епархиальной администрации. И вскоре все сотрудники приснопамятного владыки были заменены новыми людьми. Они и поставили Архиепископию на „антимосковский“ курс».
19 июня 1999 года Константинопольский Патриарх Варфоломей I издал томос, восстанавливающий за Архиепископией русских приходов в Западной Европе статус Патриаршего Экзархата и упраздняющий формальную зависимость Архиепископии от Галльского митрополита; Архиепископ Сергий при этом получал звание экзархa Константинопольского патриарха. Это решение можно было интерпретировать как желание Константинопольского престола подчеркнуть свою юрисдикцию над западноевропейскими русскими приходами. Оно было опротестовано священноначалием Московского Патриархата.
В мае 2000 года принимал участие в знаменательном для русской культуры событии — перенесении на Родину праха русского писателя Ивана Шмелёва. Совершил панихиду над новым местом упокоения писателя в московском Донском монастыре. Посетил Москву в августе 2000 года, во время работы Юбилейного Архиерейского Собора, почётным гостем которого он стал. Принял участие в освящении Храма Христа Спасителя и прославлении Собора Новомучеников и Исповедников Российских. В последний раз посетил Россию 17 июля 2001 года, приняв участие в богослужении в Троице-Сергиевой Лавре.
Осенью 2000 года вследствие выхода Никольского прихода в Риме из клира Архиепископии и перехода без отпускных грамот в Московский Патриархат, отношения с последним обострились. Но даже в данном случае старался не усугублять конфликтов, «чтобы сохранить мирные отношения с Русской церковью, которыми очень дорожат многие клирики».
Как отмечал он последствие: «Встреча 13 февраля 2001 митрополита Кирилла с нашим Советом в помещении Управления Архиепископии по случаю его визита во Францию на торжества семидесятилетия прихода на улице Петель и после того, как он буквально заставил меня снять прещение, наложенное на отца Михаила Осоргина, прошла в атмосфере, отягчённой с нашей стороны недоверием и горечью. На этой встрече митрополит Кирилл повторил, что для всей Российской Церкви самым простым решением вопроса русской диаспоры было бы возвращение Экзархата в лоно Церкви-Матери и предложил предоставить Экзархату, в случае если он воссоединится с Московским Патриархатом, статус автономии, подобный статусу, которым пользуется на сегодняшний день Украинская Церковь, с присоединением к новому Экзархату приходов Западной Европы, находящихся в ведении Российской Церкви. Наш Совет не дал хода этому предложению».
Скончался 22 января 2003 года от рака лёгких. Погребён 25 января в крипте Успенской церкви русского кладбища в Сент-Женевьев-де-Буа.

## Семья
- Брат — Александр (в 1970-е атташе посольства Бельгии в Москве)
- Жена — Лидия Петровна Черненко (скончалась в 1984 году)
- Дети — трое